# Campeonato de Campeones de Chile 1945
El Campeonato de Campeones de Chile 1945 o Copa de Campeones de Chile 1945 fue la 3° y última edición de la competición disputada entre los campeones de la Primera División de Chile, correspondiente a la temporada 1945.
Su organización estuvo a cargo de la Asociación Central de Fútbol de Chile (ACF), se jugó desde abril hasta mayo de 1945 y contó con la participación de seis equipos.
El campeón fue Colo-Colo, que se adjudicó su primer título del Campeonato de Campeones de Chile.
Erróneamente, esta edición ha sido registrada por Rec.Sport.Soccer Statistics Foundation (RSSSF) como correspondiente al Campeonato de Apertura de Chile, lo cual no es efectivo, ya que se trata de la edición de 1945 del Campeonato de Campeones de Chile.

## Datos de los equipos participantes
Participaron los seis equipos campeones, hasta ese momento, de la Primera División de Chile y participantes también del campeonato nacional de 1945.
| Equipo               | Títulos de Primera División |
| -------------------- | --------------------------- |
| Audax Italiano       | 1936                        |
| Colo-Colo            | 1937, 1939, 1941 y 1944     |
| Magallanes           | 1933, 1934, 1935 y 1938     |
| Santiago Morning     | 1942                        |
| Unión Española       | 1943                        |
| Universidad de Chile | 1940                        |

## Aspectos generales

### Modalidad
La competición se jugó en una sola rueda de cinco fechas, bajo el sistema de todos contra todos, resultando campeón aquel equipo que acumulase más puntos en la tabla de posiciones.

## Desarrollo

### Primera fecha
|  | Audax Italiano | 3:2 | Magallanes |  |  |
|  | Anotado        |     | Anotado    |  |  |

| 14 de abril de 1945 | Colo-Colo   | 1:1 | Universidad de Chile | Estadio de Carabineros, Santiago |  |
|                     | Tomás Rojas |     | Vogliolo             |                                  |  |

|  | Santiago Morning | 1:3 | Unión Española |  |  |
|  | Anotado          |     | Anotado        |  |  |

### Segunda fecha
|  | Santiago Morning | 3:2 | Magallanes |  |  |
|  | Anotado          |     | Anotado    |  |  |

|  | Audax Italiano | 4:6 | Colo-Colo |  |  |
|  | Anotado        |     | Anotado   |  |  |

| 22 de abril de 1945 | Universidad de Chile | 1:5 | Unión Española | Estadio Nacional, Santiago (Ñuñoa) |  |
|                     | Zamora               |     | Anotado        |                                    |  |

### Tercera fecha
|  | Santiago Morning | 6:3 | Audax Italiano |  |  |
|  | Anotado          |     | Anotado        |  |  |

|  | Colo-Colo | 1:0 | Unión Española |  |  |
|  | Anotado   |     |                |  |  |

| 29 de abril de 1945 | Universidad de Chile                     | 3:2 | Magallanes | Estadio Nacional, Santiago (Ñuñoa) |  |
|                     | Fantuzzi · Fantuzzi · Balbuena ?' (pen.) |     | Anotado    |                                    |  |

### Cuarta fecha
| 6 de mayo de 1945 | Audax Italiano | 2:0 | Universidad de Chile | Estadio Nacional, Santiago (Ñuñoa) |  |
|                   | Anotado        |     |                      |                                    |  |

|  | Santiago Morning | 3:5 | Colo-Colo |  |  |
|  | Anotado          |     | Anotado   |  |  |

|  | Unión Española | 3:1 | Magallanes |  |  |
|  | Anotado        |     | Anotado    |  |  |

### Quinta fecha
|  | Audax Italiano | 3:2 | Unión Española |  |  |
|  | Anotado        |     | Anotado        |  |  |

|  | Colo-Colo | 2:0 | Magallanes |  |  |
|  | Anotado   |     |            |  |  |

| 13 de mayo de 1945 | Santiago Morning | 6:2 | Universidad de Chile | Estadio Nacional, Santiago (Ñuñoa) |  |
|                    | Anotado          |     | Álamos · Puño 80'    |                                    |  |

## Tabla de posiciones
| Pos | Equipo               | PJ | PG | PE | PP | GF | GC | Dif | Pts |
| --- | -------------------- | -- | -- | -- | -- | -- | -- | --- | --- |
| 1   | Colo-Colo            | 5  | 4  | 1  | 0  | 15 | 8  | 7   | 9   |
| 2   | Unión Española       | 5  | 3  | 0  | 2  | 13 | 7  | 6   | 6   |
| 3   | Santiago Morning     | 5  | 3  | 0  | 2  | 19 | 15 | 4   | 6   |
| 4   | Audax Italiano       | 5  | 3  | 0  | 2  | 15 | 16 | -1  | 6   |
| 5   | Universidad de Chile | 5  | 1  | 1  | 3  | 7  | 16 | -9  | 3   |
| 6   | Magallanes           | 5  | 0  | 0  | 5  | 7  | 14 | -7  | 0   |

Pos = Posición; PJ = Partidos jugados; PG = Partidos ganados; PE = Partidos empatados; PP = Partidos perdidos; GF = Goles a favor; GC = Goles en contra; Dif = Diferencia de gol; Pts = Puntos
|  | Campeón |

## Campeón
| Chile                       |
| Campeón Colo-Colo 1º título |